# 인천용현남초등학교 자월분교
인천용현남초등학교 자월분교는 대한민국 인천광역시 옹진군에 있는 공립 초등학교이다.

## 학교 연혁
- 1946년 10월 17일: 개교

## 참고 자료
- 인천용현남초등학교자월분교장 - 한국교육학술정보원 학교알리미